# Classe Collins
Pour les articles homonymes, voir Collins.
La classe Collins est une classe de six sous-marins de 3e génération à propulsion diesel-électrique. De conception suédoise, ils ont été produits sous transfert de technologie en Australie pour la Royal Australian Navy. Leurs centrales de propulsion diesel-électrique ont été fournies par l'entreprise d'ingénierie française Jeumont-Schneider.

## Historique
Les projets de remplacement de la classe Oberon d'origine britannique commencent en 1978. Au début des années 1980, les bureaux d'études de la Royal Australian Navy se prononcent en faveur d'un sous-marin ayant une endurance de 10 000 milles marins (18 520 km) et capable de rester en plongée ininterrompue durant 10 semaines, plutôt qu'un achat « sur étagère » d'un bâtiment européen, construit traditionnellement pour de courtes distances et de faibles endurances. C'est pourtant Kockums, un industriel construisant de petits bâtiments devant opérer dans la peu profonde mer Baltique, qui est choisi en 1987 de préférence à HDW. Ce choix, comme celui du F-111C en son temps, est controversé, des rumeurs de corruption (plus tard démenties) apparaissant. Le plus grand défi qu'aura à relever la classe Collins est que, dès 1985, le gouvernement Hawke avait décidé que les bâtiments seraient construits entièrement en Australie. Une société ad hoc, Australian Submarine Corporation, est créée à Adélaïde entre Kockums et des partenaires australiens et américains (lesquels fournissent le système de combat). Ce montage industriel génèrera plus tard des tensions considérables entre le constructeur et le client.

### Retards, dépassements budgétaires et problèmes techniques et humains
Le gouvernement envisageait un total de dix sous-marins : six sont effectivement mis en service. Ce programme a couté 5,071 milliards de dollars australiens en 2006.
En 2009, la marine manque de personnel qualifié et seuls trois pourraient être envoyés en mission.

### Le rapport McIntosh-Prescott
Si le premier bâtiment, le HMAS Collins, construit par Kockums, est livré à temps en juillet 1996, le second, construit par Australian Submarine Corporation, accuse un retard de 18 mois. À ce moment, les problèmes techniques et les retards de la classe sont devenus importants. Ces derniers sont si sérieux et si persistants qu'un rapport public est commandé à Malcolm McIntosh, directeur de la Commonwealth Scientific and Industrial Research Organisation (CSIRO) et John Prescott, ancien directeur du management chez BHP.
Le rapport McIntosh-Prescott conclut que les Collins ne sont pas aptes au combat :

« Le problème essentiel des sous-marins de la classe Collins est qu'ils ne peuvent pas offrir des performances aux niveaux requis pour les opérations militaires. Les causes sous-jacentes en sont une myriade de déficiences dans leur design et des limitations opérationnelles conséquentes liées à la plate-forme et aux systèmes de combat. »

Le rapport note que le bâtiment est bruyant et donc vulnérable à une attaque, que la tuyauterie pose de sérieux problèmes (la RAN admettra plus tard qu'elle avait été remplacée en cachette sur le HMAS Collins avant la visite des rapporteurs), que les moteurs cassent régulièrement, que le mauvais dessin de la coque entraîne des turbulences quand le bâtiment est submergé, que le rendu visuel du périscope est flou et que les systèmes de communications et de combat sont dépassés.
Le système de combat risquant de n'être jamais complètement opérationnel et le rapport McIntosh-Prescott conseillant son démantèlement, celui-ci est remplacé en 2005 sur les 6 bâtiments de la classe par un nouveau système fourni par General Dynamics/Raytheon. Le problème de signature sonore des moteurs Diesel est résolu avec l'aide de l’US Navy.

## Service actif

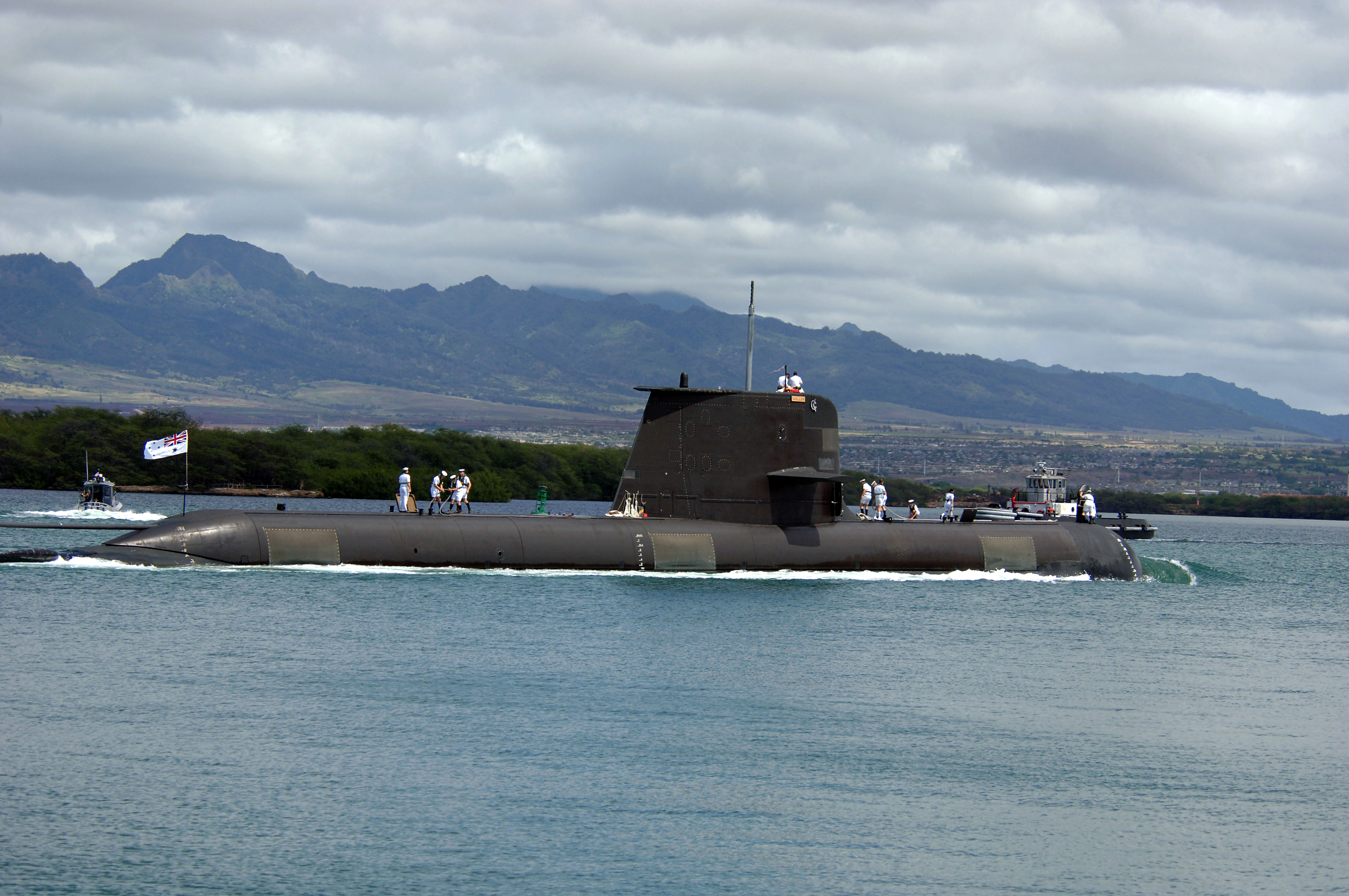
L'HMAS Waller à Pearl Harbor durant l'exercice RIMPAC 08 (25 juin 2008)

En 2002, il est rapporté que le HMAS Sheean « s'est bien débrouillé » durant les deux semaines d'exercices RIMPAC 02 au large d'Hawaï avec l'USS Olympia (SNA de classe Los Angeles). Les deux sous-marins, échangeant les rôles de chasseur/proie, sont crédités du même nombre de tirs au but. Durant son attaque simulée de l'Olympia et de deux destroyers de classe Arleigh Burke, le Sheean lance 28 torpilles. Selon le chef d'état-major de la flotte sous-marine australienne, « un pourcentage respectable de tirs portés par le Sheean à l'Olympia ont été des succès qui auraient détruit le puissant bâtiment américain. » Le Sheean pénètre ensuite le rideau ASM américain et coule virtuellement l'USS Tarawa (LHA de classe Tarawa) et l'USS Rushmore (LSD de classe Whidbey Island).
Cependant, un an plus tard, à la suite de l'accident de l'HMAS Dechaineux, l’Australian Broadcasting Corporation (ABC) rapporte qu'« au moins deux sous-marins de classe Collins ont des problèmes de soudure dans les joints de la coque ». John Moore, député et ancien ministre de la Défense australien, confirme qu'« il y a sans aucun doute des problèmes avec la soudure, mais si vous y dépensez suffisamment d'argent et remplacez suffisamment de soudure, je pense que ce sera hautement utile. » L’ABC rapporte que la profondeur maximale de plongée de la classe Collins, bien que classée secret défense, a été limitée à 200 mètres. Selon The Australian, ces problèmes étaient connus de la RAN depuis mai 2002, date de publication d'un rapport confidentiel énumérant « 67 risques importants de sécurité ».
Ces nombreux problèmes semblent avoir été corrigés et les 6 Collins ont été déclarés opérationnels en mars 2004.
En 2024, des dommages importants causés par de la corrosion sont découverts sur les HMAS Sheean et HMAS Farncomb, et nécessitent des « réparations très compliquées » selon Stuart Whiley, le PDG du chantier naval ASC.
En Novembre 2024, l'Australian Broadcasting Corporation (ABC) a révélé qu'un seul sous-marin de type Collins sur les six que possède la RAN était en état de prendre la mer.
Jane's Fighting Ships et le rapport annuel 2006 d'Australian Submarine Corporation rapportent que le Collins a été modifié pour l'embarquement de forces spéciales.

## Électronique
- 1 radar de veille surface Kelvin Hughes Type 1007
- 1 sonar actif/passif Thomson Sintra Scylla
- 1 sonar passif remorqué GEC Marconi Kariwara (73 et 74)
- 1 sonar passif remorqué Thomson Marconi Narama (75)
- 1 sonar passif remorqué AlliedSignal TB-23 (76 et 77)
- 1 contrôle d’armes Boeing/Rockwell
- 1 périscope Pilkington Optronics CK.43
- 1 périscope Pilkington Optronics CH.93
- 2 leurres SSE
- 1 détecteur de radar Argo AR.740

Les sonars, de fourniture THALES, indépendamment du programme de remplacement SEA 1000, recevront une mise à niveau.
Les tableaux électriques de propulsion et têtes de batteries sont conçus et fabriqués par la société française Schneider-Electric. 

## Liste des unités
| Numéro | Nom             | Quille          | Lancement        | Service         | Statut                                |
| ------ | --------------- | --------------- | ---------------- | --------------- | ------------------------------------- |
| SSG 73 | HMAS Collins    | 14 février 1990 | 28 août 1993     | 27 juillet 1996 | en activité : Base navale de Stirling |
| SSG 74 | HMAS Farncomb   | 1er mars 1991   | 15 décembre 1995 | 31 janvier 1998 | d°                                    |
| SSG 75 | HMAS Waller     | 19 mars 1992    | 14 mars 1997     | 10 juillet 1999 | d°                                    |
| SSG 76 | HMAS Dechaineux | 4 mars 1993     | 12 mars 1998     | 24 février 2001 | d°                                    |
| SSG 77 | HMAS Sheean     | 17 février 1994 | 3 mai 1999       | 24 février 2001 | d°                                    |
| SSG 78 | HMAS Rankin     | 12 mai 1995     | 26 novembre 2001 | 29 mars 2003    | d°                                    |

## Accidents
- Le 12 février 2003, une voie d'eau se déclare à bord de la salle des machines du HMAS Dechaineux alors que ce dernier est en plongée à 40 milles au large de Perth, à sa profondeur maximale. Selon certaines sources, le Dechaineux évite de 20 secondes le naufrage dans l’océan Indien[19].

## Projet initial de remplacement en 2016
Le remplacement de la classe Collins est prévu pour 2025. Le lancement d'études sur le projet, dénommé SEA 1000, est autorisé par le ministre de la Défense australien Joel Fitzgibbon en décembre 2007, tandis qu'un bureau d'études est mis sur place en octobre 2008. Le remplacement est acté par le Livre blanc sur la défense 2009, publié le 2 mai 2009. D'un déplacement supérieur aux Collins, les 6 à 12 bâtiments seraient à propulsion anaérobie et non nucléaire et entièrement construits en Australie (vraisemblablement par ASC) avec l'utilisation de « technologies australiennes, européennes et américaines », bien que le chantier naval Electric Boat de Groton (General Dynamics) et Lockheed Martin soient donnés favoris. Le rôle des nouveaux sous-marins serait l'attaque de navires de surface et de sous-marins, l'attaque de cibles terrestres, la collecte d'informations, la projection de forces spéciales, voire la dissuasion conventionnelle de l'Australie,,. Tout d'abord estimé à 15 milliards de dollars australiens (12 pour les bâtiments, 3 pour le développement), le coût du programme atteint 34 milliards. Le 26 avril 2016, l'Australie annonce avoir choisi les sous-marins du programme Barracuda,,.

## Second projet de remplacement à partir de 2021

### Contexte
Cependant, le 15 septembre 2021, le gouvernement australien annonce la rupture du contrat. L’administration américaine de Joe Biden a en effet annoncé le même jour la création d’un vaste partenariat de sécurité dans la zone indo-pacifique entre les États-Unis, l’Australie et le Royaume-Uni. Ce nouveau pacte est appelé « AUKUS », d’après les initiales des pays fondateurs (Australia, United Kingdom, United States). La France, pourtant présente dans la région via ses territoires d'outre-mer, n’a pas été consultée au préalable. Dans le cadre de ce partenariat, l’Australie va bénéficier d’un transfert de technologies américaines et britanniques pour construire des sous-marins à propulsion nucléaire et non plus conventionnels comme ceux retenus initialement par la marine australienne sur la base d'une compétition dont Naval Group fut sorti vainqueur en 2016. Cette annonce a déclenché une crise diplomatique entre la France et ses alliés américains et australiens. La Nouvelle-Zélande a déjà annoncé que ces futurs sous-marins australiens seraient interdits dans ses eaux territoriales. En effet ce pays n'y admet aucun navire à propulsion nucléaire depuis 1985,,, politique actée par une loi de 1987.

### Solution à développer au titre de l'AUKUS
Le ministre de la défense australien Peter Dutton entreprend, le 21 septembre 2021, une visite sur le chantier naval Electric Boat de Groton où sont produits les sous-marins de la classe Virginia.

## Refonte et maintien en service jusqu'en 2048
D'ici à l'entrée en service de la solution retenue pour la mise à disposition d'un sous-marin d'attaque nucléaire, les exemplaires de la classe Collins vont devoir subir des refontes afin de porter leur date de retrait du service à 2048, au moins. Saab Kockums AB en attend du gouvernement fédéral une formalisation écrite.